# Medrano (Argentina)
Medrano es una localidad de la provincia de Mendoza, Argentina. 
Es una localidad compartida entre los departamentos Rivadavia y Junín.
En la localidad se localiza el Club Tres Acequias y el Centro de Salud.

## Toponimia
Su denominación proviene de la antigua estación del ferrocarril, se debe a la figura de Pedro Medrano, quien fue representante por Buenos Aires al Congreso de Tucumán. 

## Historia
Originariamente recibió el nombre de "Las Acequias". Esta denominación fue colocada por los españoles al ver  los cauces que formaba el río en sus bordes. 
Más tarde recibiría el nombre de Tres Acequias.
Hacia 1885 se construyó la estación ferroviaria que unía Buenos Aires con Mendoza. Entre 1908 y 1911 se construyó el tendido de las vías del ferrocarril General San Martín, en un ramal que unía la estación de Alto Verde (Junín) con la de Palmira, pasando por las Acequias.

## Geografía

### Población
Contaba con 2559 habitantes (Indec, 2001), lo que representa un incremento del 25,2% frente a los 2044 habitantes (Indec, 1991) del censo anterior. 1748 habitantes (Indec, 2001) pertenecían a Rivadavia, y 811 a Junín.
En 2010 la población del distrito Medrano de Rivadavia alcanzó los 2010 habitantes y la Villa los 2415 hab (incluidos 817 hab pertenecientes a Junin), lo que muestra un leve descenso poblacional con respecto a 2001.
La mayor parte de los residentes del distrito viven en la Villa en torno a la Estación del Ferrocarril y a lo largo de la calle Tres Acequias que divide a Rivadavia de Junin.
En 2020 Medrano cuenta con aproximadamente 15000 habitantes.

### Barrios
Rivadavia:
Todos los barrios se localizan dentro de la trama urbana de la localidad.
- Barrios Medrano I, II, III y IV
- Barrio Hilario Cuadro
Junín:
-Barrio Padre Viotto
-Barrio Padre Cádiz

### Sismicidad
La sismicidad del área de Cuyo (centro oeste de Argentina) es frecuente y de intensidad baja, y un silencio sísmico de terremotos medios a graves cada 20 años.
Sismo de 1861aunque dicha actividad geológica catastrófica ocurre desde épocas prehistóricas, el terremoto del 20 de marzo de 1861 (163 años) señaló un hito importante dentro de la historia de eventos sísmicos argentinos ya que fue el más fuerte registrado y documentado en el país. A partir del mismo los sucesivos gobiernos mendocinos y municipales han ido extremando cuidados y restringiendo los códigos de construcción. Con el terremoto de San Juan de 1944 del 15 de enero de 1944 (81 años) el gobierno sanjuanino tomó estado de la enorme gravedad sísmica de la región.
Sismo del sur de Mendoza de 1929muy grave, y al no haber desarrollado ninguna medida preventiva, mató a 30 habitantes
Sismo de 1985fue otro episodio grave, de 9 segundos de duración, llegó a derrumbar el viejo Hospital del Carmen (Godoy Cruz).

## Parroquias de la Iglesia católica en Medrano del departamento Rivadavia
| Arquidiócesis | Mendoza            |
| ------------- | ------------------ |
| Parroquia     | Santísima Trinidad |